# Bouafle
Ne doit pas être confondu avec Bouaflé.
Bouafle est une commune française du département des Yvelines, dans la région Île-de-France. Elle est située à 17 kilomètres à l'est de Mantes-la-Jolie.
Les habitants de Bouafle sont appelés les Bouaflais.

## Géographie

### Situation
La commune de Bouafle est située dans la vallée de la Seine à quelques kilomètres au sud des Mureaux.
Dans sa partie sud, la commune s'étend sur une partie de la forêt des Alluets.

### Communes limitrophes
|                 | Mureaux  |                                   |
| Flins-sur-Seine | Bouafle  | Chapet Ecquevilly                 |
|                 | Bazemont | Les Alluets-le-Roi Morainvilliers |

### Transports et voies de communications

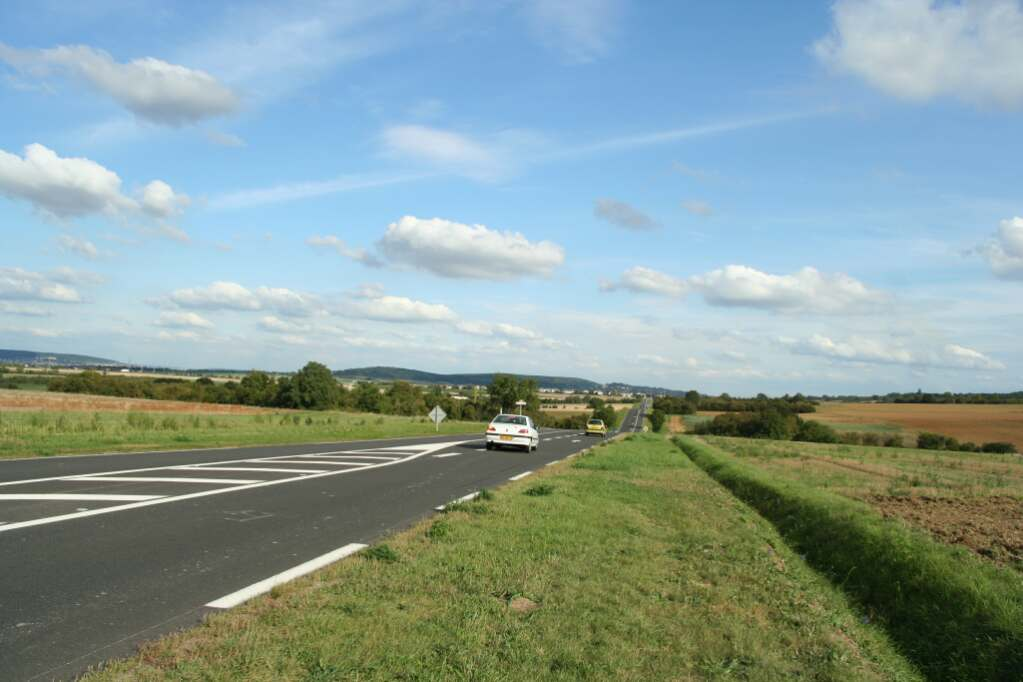
La route D 113 à la traversée de Bouafle.

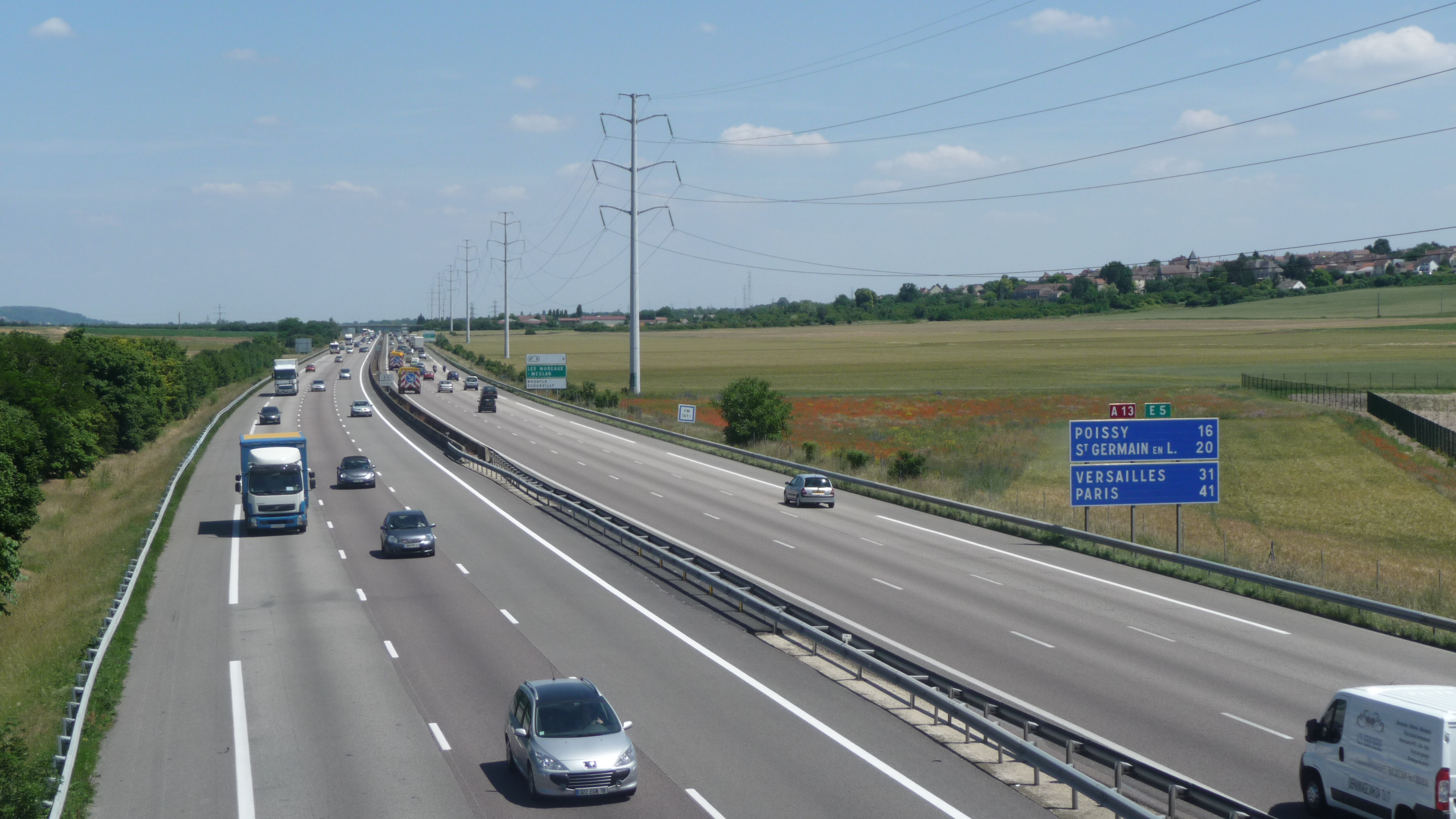
Bouafle - autoroute A13.

#### Réseau routier
Elle est desservie par la route départementale D 113 qui relie Paris à Caen, par l'autoroute de Normandie (A13), ainsi que par la départementale 44 qui la relie aux Mureaux.

#### Desserte ferroviaire
Bouafle fut desservie au début du XXe siècle par la compagnie des chemins de fer de grande banlieue.

### Climat
Pour des articles plus généraux, voir Climat de l'Île-de-France et Climat des Yvelines.
En 2010, le climat de la commune est de type climat océanique dégradé des plaines du Centre et du Nord, selon une étude du CNRS s'appuyant sur une série de données couvrant la période 1971-2000. En 2020, Météo-France publie une typologie des climats de la France métropolitaine dans laquelle la commune est exposée à un climat océanique et est dans la région climatique Sud-ouest du bassin Parisien, caractérisée par une faible pluviométrie, notamment au printemps (120 à 150 mm) et un hiver froid (3,5 °C).
Pour la période 1971-2000, la température annuelle moyenne est de 11,2 °C, avec une amplitude thermique annuelle de 14,6 °C. Le cumul annuel moyen de précipitations est de 685 mm, avec 10 jours de précipitations en janvier et 7,7 jours en juillet. Pour la période 1991-2020, la température moyenne annuelle observée sur la station météorologique la plus proche, située sur la commune de Maule à 6 km à vol d'oiseau, est de 11,8 °C et le cumul annuel moyen de précipitations est de 677,0 mm,. Pour l'avenir, les paramètres climatiques de la commune estimés pour 2050 selon différents scénarios d'émission de gaz à effet de serre sont consultables sur un site dédié publié par Météo-France en novembre 2022.

## Urbanisme

### Typologie
Au 1er janvier 2024, Bouafle est catégorisée ceinture urbaine, selon la nouvelle grille communale de densité à sept niveaux définie par l'Insee en 2022.
Elle appartient à l'unité urbaine de Bouafle, une unité urbaine monocommunale constituant une ville isolée,. Par ailleurs la commune fait partie de l'aire d'attraction de Paris, dont elle est une commune de la couronne,. Cette aire regroupe 1 929 communes,.

### Occupation des solssimplifiée
Le territoire de la commune se compose en 2017 de 82,28 % d'espaces agricoles, forestiers et naturels, 4,7 % d'espaces ouverts artificialisés et 13,01 % d'espaces construits artificialisés.

## Toponymie
Le nom de la localité est attesté sous les formes Boafra au XIIIe siècle, Boafle
, Boalpha en 1351.
Étymologie (voir toponymie de Bouafles) (Eure).

## Histoire
- Site habité depuis l'époque gallo-romaine.
- Territoire ayant appartenu au Xe siècle à l'abbaye de Saint-Germain-des-Prés, qui y établit un prieuré.
- Le terroir fut autrefois consacré à la culture de la vigne (une grappe de raisin dans le blason de la commune le rappelle).

## Politique et administration

### Les maires de Bouafle
| Période                                  | Période   | Identité        | Étiquette | Qualité                                                                               |
| ---------------------------------------- | --------- | --------------- | --------- | ------------------------------------------------------------------------------------- |
| Les données manquantes sont à compléter. |           |                 |           |                                                                                       |
| 1980                                     | 2004      | Daniel Bertola  |           | Retraité de l'Éducation nationale, maire honoraire                                    |
| mars 2004                                | mars 2008 | Jean Dumontel   | DVD       |                                                                                       |
| mars 2008                                | mai 2017  | Philippe Simon  | SE        | Cadre supérieur Démissionnaire                                                        |
| juin 2017                                | mai 2020  | Laurent Lallart | SE        | Ingénieur                                                                             |
| mai 2020                                 | En cours  | Sabine Olivier  | SE        | Professeure d'université Vice-présidente de la CU Grand Paris Seine et Oise (2022 → ) |

### Instances administratives et judiciaires
La commune de Bouafle appartient au canton d'Aubergenville. D'abord rattachée à la communauté de communes Seine-Mauldre (CCSM), elle a intégré la communauté d'agglomération Seine et Vexin absorbée au 1er janvier 2016 par la Communauté urbaine Grand Paris Seine et Oise. Elle est aussi incluse dans le territoire de l'opération d'intérêt national Seine-Aval.
Sur le plan électoral, la commune est rattachée à la neuvième circonscription des Yvelines, circonscription à dominante rurale du nord-ouest des Yvelines.
Sur le plan judiciaire, Bouafle fait partie de la juridiction d’instance de Mantes-la-Jolie et, comme toutes les communes des Yvelines, dépend du tribunal de grande instance ainsi que de tribunal de commerce sis à Versailles,.

### Tendances politiques et résultats
| Scrutin             | Scrutin             | 1er tour | 1er tour  | 1er tour | 1er tour | 1er tour | 1er tour | 1er tour | 1er tour  | 1er tour | 1er tour | 1er tour | 1er tour | 2d tour | 2d tour | 2d tour | 2d tour | 2d tour | 2d tour |
| Scrutin             | Scrutin             | 1er      | 1er       | %        | 2e       | 2e       | %        | 3e       | 3e        | %        | 4e       | 4e       | %        | 1er     | 1er     | %       | 2e      | 2e      | %       |
| ------------------- | ------------------- | -------- | --------- | -------- | -------- | -------- | -------- | -------- | --------- | -------- | -------- | -------- | -------- | ------- | ------- | ------- | ------- | ------- | ------- |
| Présidentielle 2017 | Présidentielle 2017 |          | FN        | 25,29    |          | LR       | 25,20    |          | EM        | 22,04    |          | LFI      | 14,40    |         | EM      | 60,35   |         | FN      | 39,65   |
| Présidentielle 2022 | Présidentielle 2022 |          | LREM      | 28,49    |          | RN       | 23,99    |          | LFI       | 16,21    |          | REC      | 11,34    |         | LREM    | 56,83   |         | RN      | 43,17   |
| Législatives 2022   | 9e                  |          | MoDem-Ens | 25,95    |          | RN       | 25,80    |          | LFI-Nupes | 18,02    |          | LR       | 9,62     |         | MoDem   | 55,27   |         | RN      | 44,73   |
| Législatives 2024   | 9e                  |          | RN        | 41,82    |          | PS-NFP   | 21,07    |          | MoDem-Ens | 20,86    |          | LR       | 11,22    |         | RN      | 53,72   |         | PS      | 46,28   |

## Population et société

### Démographie

#### Évolution démographique
L'évolution du nombre d'habitants est connue à travers les recensements de la population effectués dans la commune depuis 1793. Pour les communes de moins de 10 000 habitants, une enquête de recensement portant sur toute la population est réalisée tous les cinq ans, les populations de référence des années intermédiaires étant quant à elles estimées par interpolation ou extrapolation. Pour la commune, le premier recensement exhaustif entrant dans le cadre du nouveau dispositif a été réalisé en 2006.

En 2022, la commune comptait 2 222 habitants, en évolution de +3,69 % par rapport à 2016 (Yvelines : +2,72 %, France hors Mayotte : +2,11 %).
| 1793  | 1800  | 1806  | 1821  | 1831  | 1836  | 1841  | 1846  | 1851  |
| ----- | ----- | ----- | ----- | ----- | ----- | ----- | ----- | ----- |
| 1 150 | 1 019 | 1 030 | 1 098 | 1 092 | 1 096 | 1 126 | 1 052 | 1 032 |

| 1856 | 1861 | 1866 | 1872 | 1876 | 1881 | 1886 | 1891 | 1896 |
| ---- | ---- | ---- | ---- | ---- | ---- | ---- | ---- | ---- |
| 990  | 942  | 872  | 829  | 830  | 819  | 834  | 783  | 780  |

| 1901 | 1906 | 1911 | 1921 | 1926 | 1931 | 1936 | 1946 | 1954 |
| ---- | ---- | ---- | ---- | ---- | ---- | ---- | ---- | ---- |
| 757  | 746  | 743  | 707  | 722  | 696  | 697  | 735  | 842  |

| 1962  | 1968  | 1975  | 1982  | 1990  | 1999  | 2006  | 2011  | 2016  |
| ----- | ----- | ----- | ----- | ----- | ----- | ----- | ----- | ----- |
| 1 340 | 1 731 | 2 104 | 2 094 | 2 013 | 2 016 | 2 161 | 2 106 | 2 143 |

| 2021  | 2022  | - | - | - | - | - | - | - |
| ----- | ----- | - | - | - | - | - | - | - |
| 2 213 | 2 222 | - | - | - | - | - | - | - |

#### Pyramide des âges
En 2018, le taux de personnes d'un âge inférieur à 30 ans s'élève à 35,8 %, soit en dessous de la moyenne départementale (38,0 %). À l'inverse, le taux de personnes d'âge supérieur à 60 ans est de 22,8 % la même année, alors qu'il est de 21,7 % au niveau départemental.
En 2018, la commune comptait 1 091 hommes pour 1 086 femmes, soit un taux de 50,11 % d'hommes, légèrement supérieur au taux départemental (48,68 %).
Les pyramides des âges de la commune et du département s'établissent comme suit.
| Hommes | Classe d’âge | Femmes |
| ------ | ------------ | ------ |
| 0,3    | 90 ou +      | 0,9    |
| 6,4    | 75-89 ans    | 9,7    |
| 13,5   | 60-74 ans    | 14,9   |
| 23,8   | 45-59 ans    | 22,3   |
| 18,0   | 30-44 ans    | 18,7   |
| 18,3   | 15-29 ans    | 16,9   |
| 19,7   | 0-14 ans     | 16,6   |

| Hommes | Classe d’âge | Femmes |
| ------ | ------------ | ------ |
| 0,6    | 90 ou +      | 1,4    |
| 6      | 75-89 ans    | 7,8    |
| 13,5   | 60-74 ans    | 14,8   |
| 20,7   | 45-59 ans    | 20,1   |
| 19,6   | 30-44 ans    | 19,9   |
| 18,5   | 15-29 ans    | 16,8   |
| 21,2   | 0-14 ans     | 19,2   |

### Enseignement
La commune dispose d'une école maternelle et d'une école élémentaire.

## Économie
- Agriculture, maraîchage.
- Commune résidentielle.
- Maison médicale et pharmacie

## Culture locale et patrimoine

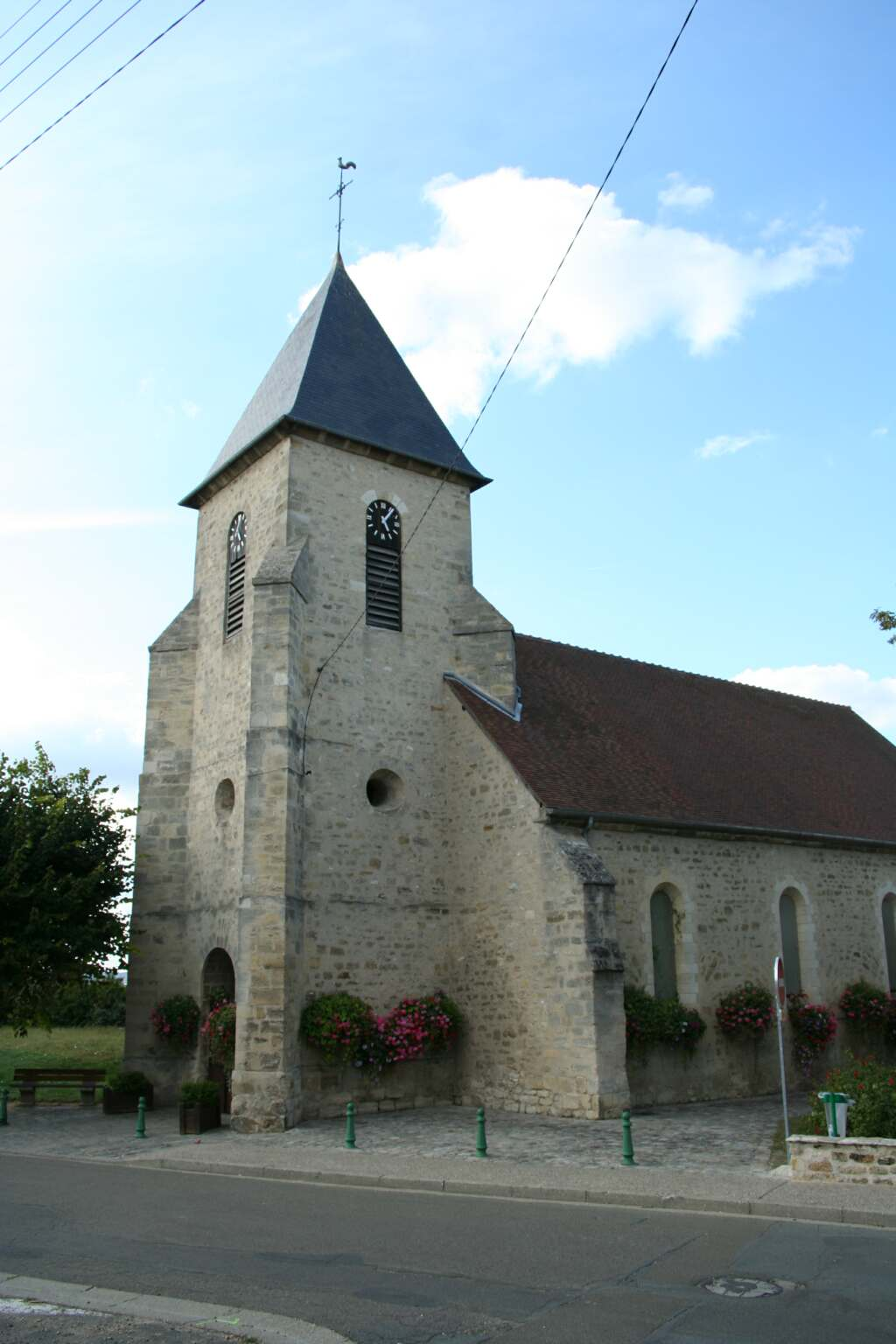
L'église Saint-Martin.

### Lieux et monuments
- Église Saint-Martin.

Église du XVIIe siècle, dont le clocher fut rebâti au début du XVIIIe siècle.

### Héraldique
| Blason de Bouafle | Blason  | D'argent à une grappe tigée d'or accompagnée de cinq quintefeuilles de sinople, au chef d'azur chargé d'un écu de sable à trois besants d'argent posés 2 et 1 accompagné de deux fleurs de lis d'or. |
| Blason de Bouafle | Détails | Ce blason a été adopté par délibération du conseil municipal du 30 avril 1974. La grappe de raisin rappelle la culture de la vigne très importante à Bouafle jusqu'au début du XXe siècle. Le chef à l'écu de sable aux trois besants d'argent encadré de deux fleurs de lys d'or évoque l'abbaye de Saint-Germain-des-Prés. |